# St.-Elisabeth-Kapelle (Tangermünde)

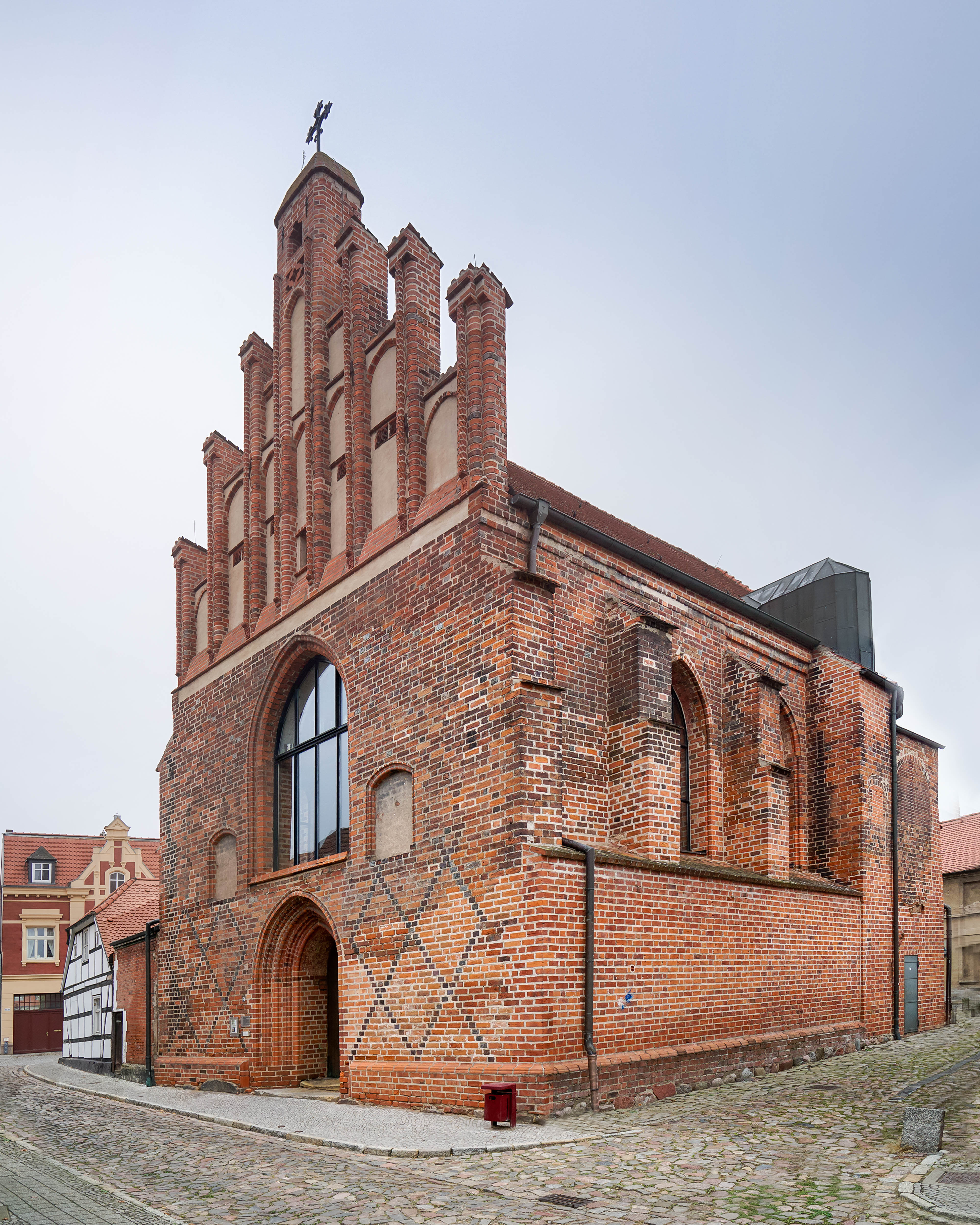
Sankt-Elisabeth-Kapelle

Die St.-Elisabeth-Kapelle ist eine heute als Konzert- und Ausstellungssaal genutzte Kapelle in Tangermünde, einer Stadt im Landkreis Stendal in Sachsen-Anhalt. Die an der Straße Zollensteig gelegene Kapelle ist nach Elisabeth von Thüringen benannt und im Denkmalverzeichnis des Landes Sachsen-Anhalt unter der Erfassungsnummer 094 18423 als Baudenkmal verzeichnet.

## Geschichte
Der Bau der in Backsteinbauweise errichteten Kapelle erfolgte in der zweiten Hälfte des 15. Jahrhunderts. An die Südseite der Kapelle schloss sich ursprünglich ein Hospital an, welches jedoch 1617 bei einem Stadtbrand zerstört wurde.
Die Kapelle wurde dann als königliches Salzmagazin genutzt, wodurch sie den bis heute verwandten Beinamen „Salzkirche“ erhielt. Im 18. Jahrhundert befand sich in dem Gebäude die Montierungskammer der Garnison Tangermünde.
1891 verkaufte der Kohlenhändler Kesting aus Stendal, der selbst katholisch war, seine von ihm als Kohlenlager genutzte St.-Elisabeth-Kapelle der katholischen Pfarrei Stendal. Nach einigen Instandsetzungsarbeiten wurde die Kapelle am 25. Oktober 1891 durch Dechant Ludwig Simon aus Stendal wieder als katholisches Gotteshaus eingeweiht und war bis zur Inbetriebnahme der Dreifaltigkeitskirche 1926 in Benutzung. Es erfolgte danach eine sporadische Nutzung für gelegentliche Feiern. 1940 wurde die St.-Elisabeth-Kapelle an die Stadt Tangermünde verkauft. Ab der Mitte der 1950er Jahre diente die Kapelle als Lagerraum.
Von 1992 bis 1997 erfolgte eine umfangreiche und aufwendige Sanierung. Seitdem wird die Kapelle als Konzert- und Ausstellungssaal genutzt.